# Владимир Стойчев
Владимир Стойчев (болг. Владимир Стойчев); нар. 24 лютого 1892, Софія — пом. 27 квітня 1990, Софія) — болгарський воєначальник, генерал-полковник. Також дипломат, майстер кінного спорту. Член Міжнародного олімпійського комітету (1952–1987).

## Освіта
Закінчив Терезіанську академію у Відні (Австро-Угорщина), Військове училище в Софії (1912), Кавалерійську школу (1918), Штаб-офіцерський курс (1926), Військову академію в Софії (1929). Знав дев'ять мов.

## Військова служба
- У 1912, під час Балканської війни — командир картечного ескадрону в 1-му кінному полку.
- У 1915, під час Першої світової війни — командир взводу в 8-м кінному полку, потім переведений у гвардійський кінний полк.
- З 1919 — інструктор з верхової їзди в кавалерійській школі, потім служив в 9-му жандармському кінному полку.
- У 1930 — завідувач господарством у 2-му кінному полку.
- З 1930 — командир спеціального ескадрону в 6-му кінному полку.
- З 1931 — військовий аташе у Франції і у Великій Британії.
- З 1933 — помічник командира 2-го кінного полку.
- У 1934 — командир 2-го кінного полку.
- У 1934 — начальник кавалерійської школи.
- У 1934 був звільнений в запас.
- У 1935 — начальник штабу кавалерійської інспекції.
- У 1935 служив в 10-й дивізійній області в Кирджалі.

## Увіковічнення пам'яті
На згадку про Владимира Стойчева 1 вересня 1974 на його честь названо спортивне училище в місті Софія (Болгарія).
У день 125-річчя від дня його народження в Болгарії була випущена поштова марка.

## Звання
- З 1912 — портупей-юнкер;
- З 22 вересня 1913 — підпоручник;
- З 5 жовтня 1916 — поручник;
- З 1 квітня 1919 — капітан;
- З 1 січня 1928 — майор;
- З 3 вересня 1932 — підполковник;
- З 3 жовтня 1936 (?) — полковник;
- З 3 жовтня 1944 (?) — генерал-майор;
- З 18 жовтня 1944 — генерал-лейтенант.

## Нагороди
- Орден «За хоробрість» всіх ступенів.
- Орден «Народна республіка Болгарія» 1-го ступеня (1959).
- Орден «За народну свободу» 1-го ступеня.
- Орден Дев'ятого вересня з мечами.
- Орден Суворова 1-го ступеня.
- Орден Кутузова 1-го ступеня.
- Офіцерський хрест ордена Почесного легіону (Франція).
- Орден «За заслуги» (Франція).
- Орден «За військові заслуги» 1-го ступеня (Іспанія).
- Орден «Партизанська зірка» 1-го ступеня (Югославія).
- Олімпійський орден (срібний знак).
- Заслужений майстер спорту Болгарії.[1]